# Parapheromia cassinoi
Parapheromia cassinoi är en fjärilsart som beskrevs av Mcdunnough 1927. Parapheromia cassinoi ingår i släktet Parapheromia och familjen mätare. Inga underarter finns listade i Catalogue of Life.